# 스즈야 (모가미급 중순양함)
스즈야(일본어: 鈴谷)는 일본 제국 해군의 중순양함으로, 모가미급 중순양함(이등순양함 모가미급) 3번함이다. 함명은 가라후토 섬(현 사할린섬)의 스즈야강에서 따왔으며 일본 제국 해군의 군함으로는 통보함(방호순양함) 스즈야(구 러시아 제국 군함 노비크)에 이어서 두번째다. 15.5cm 포탑을 장비한 이등순양함(경순양함)으로 건조되어, 이후 주포를 20cm 포로 변경하고 중순양함으로 되었다. 일본 제국 해군의 서류 상 분류는 침몰 때까지 이등순양함이었다.

## 개요
일본 제국 해군은 함령이 오래된 구식 군함의 대체함을 건조하기로 하여 경순양함의 경우 처음 4척(다쓰타, 덴류, 구마, 다마)을 다음 4척(모가미, 미쿠마, 스즈야, 구마노)으로 대체하기로 하였다. 제 4함대 사건으로 인해 모가미급 선체 강도에 문제가 있다는 것이 판명된 후 선체 도면이 수정되었고, 이로 인해 1번함(모가미), 2번함(미쿠마)와 선체 형태가 달라져 문헌에 따라 스즈야급(스즈야, 구마노)으로 분류되는 경우도 있다. 보일러는 모가미급 1, 2번함의 중유 전소 보일러 대형 8기 소형 2기의 총 10기에서 중유 전소 보일러 대형 8기로 변경되었다. 이 때문에 제 3포탑과 함교 구조물 사이에 대형 흡기구가 없고 1번 연돌 두께도 보일러 수가 줄은 만큼 폭이 줄어들었다.
완성되지 못한 채 종전을 맞이한 이부키급 (이부키)도 마스트 위치 변경이나 일부 무장 변경 이외에는 거의 스즈야와 비슷하게 기공되었다.
1934년 11월 20일 스즈야 진수식에는 쇼와 천황이 참석하였다. 태평양 전쟁 개전 당시 스즈야는 구리다 다케오 소장의 제7전대에 속해서 말레이 작전, 네덜란드령 동인도 작전, 실론해 해전(통상 파괴 활동), 미드웨이 해전(지원부대) 등에 참가하였다. 1942년 6월 25일 제 7전대 사령관은 니시무라 쇼지 소장이 맡은 후 제 2차 솔로몬 해전, 산타 크루즈 해전, 제 3차 솔로몬 해전(핸더슨 기지 포격), 뉴 조지아 전투(콜롬방가라 해전), 라바울 공습 등에 참가하였다. 1944년 3월 25일 제 7전대 사령관으로 시라이시 가즈타카 소장이 착임한 후 필리핀 해전, 첩호 작전에 참가하였고 같은 해 10월 25일 사마르 섬 추격전(레이테 만 해전)에서 공습으로 산소 어뢰가 유폭, 침몰하였다.